# Himalajablauschwanz

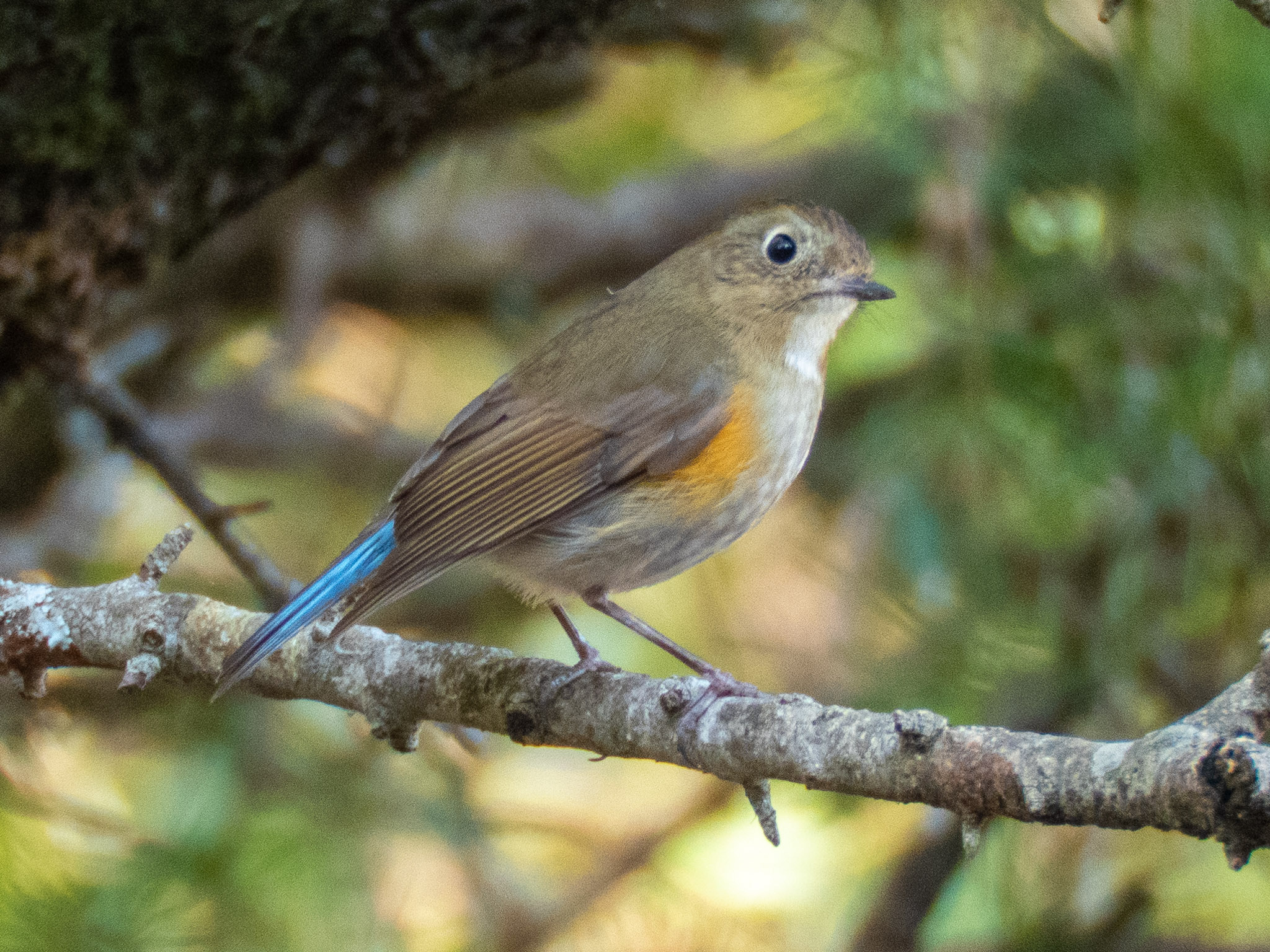
Himalajablauschwanz, Weibchen

Der Himalajablauschwanz (Tarsiger rufilatus) ist ein in Asien vorkommender Vogel aus der Familie der Fliegenschnäpper (Muscapidae).

## Merkmale
Der Himalajablauschwanz erreicht eine Körperlänge von ca. 15 Zentimetern und ein Gewicht von 11 bis 14 Gramm. Zwischen den Geschlechtern besteht ein deutlicher Sexualdimorphismus. Bei den Männchen sind der Kopf, das Rückengefieder sowie die Flügel kräftig blau gefärbt. Ein hellblauer Überaugenstreif hebt sich deutlich ab. Die Unterseite ist weißlich, die Flanken orangefarben. Die Schwanzfedern sind blau. Weibchen haben eine graubraune Färbung und einen weißen Augenring, der Überaugenstreif fehlt. Die Unterseite ist cremefarben. Die Flanken sind schwach gelborange, die Schwanzfedern wie beim Männchen blau.

## Ähnliche Arten
Die Männchen des Blauschwanzes (Tarsiger cyanurus) unterscheiden sich durch einen weißen Überaugenstreif, der beim Himalajablauschwanz hellblau ist. Die Weibchen der beiden Arten sind auf die Entfernung äußerlich nicht zu unterscheiden.

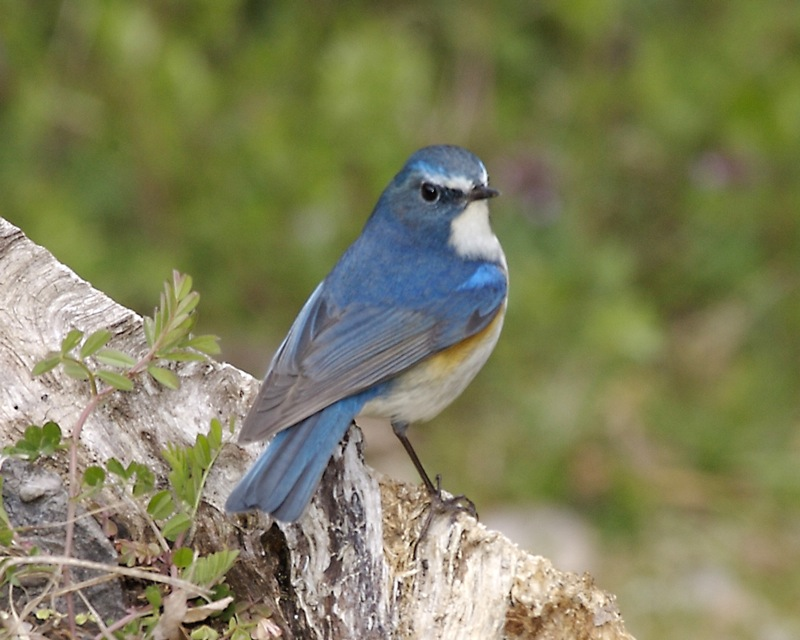
Blauschwanz, Männchen
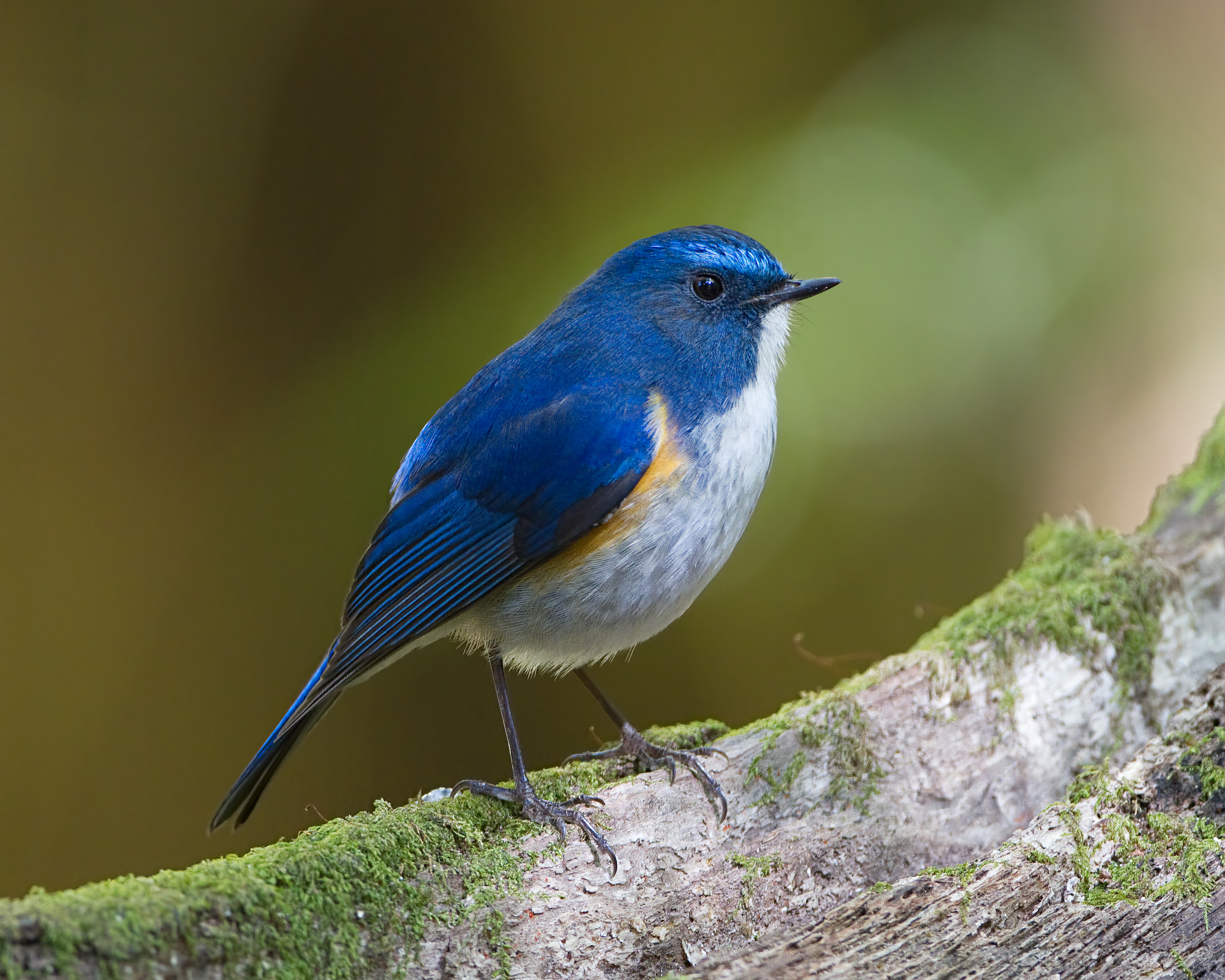
Himalajablauschwanz, Männchen

## Verbreitung und Lebensraum
Der Himalajablauschwanz kommt als Brutvogel in Bhutan, China, Indien, Myanmar, Nepal und Pakistan vor, Winterquartiere befinden sich in Laos, Malaysia, Thailand sowie in Vietnam. Die Art bewohnt zur Brutzeit hochgelegene Waldlandschaften mit dichtem Unterholz sowie Fels- und Gebüschlandschaften in Höhenlagen zwischen 3000 und 4400 Metern. In den Überwinterungsquartieren sind die Vögel in Höhenlagen zwischen 1500 und 2500 Metern zu finden.

## Lebensweise
Die Vögel suchen am Boden oder in niedriger Vegetation nach Nahrung, die in erster Linie aus Wirbellosen besteht. Zuweilen werden Insekten im Fluge gefangen. Außerhalb der Brutzeit werden auch Beeren als Nahrung angenommen. Ihre Nester legen sie im Juni und Juli in dichtem Strauchwerk oder am Boden an. Ein Gelege besteht aus vier bis sechs Eiern, die in einem tassenförmigen, aus Grashalmen, Moos, Tierhaaren und Federn gebildeten Nest platziert werden. Die Brut- sowie die Nestlingszeit beträgt jeweils zwei Wochen. Nach dem Ausfliegen werden die Jungvögel noch ca. 11 Tage von den Eltern gefüttert.

## Bestand und Gefährdung
Der Himalajablauschwanz bildet in seinen Vorkommensgebieten stabile Populationen und wird von der Weltnaturschutzorganisation IUCN als „least concern = nicht gefährdet“ geführt.